# Juul Franssen
Juul Franssen (* 18. Januar 1990 in Venlo) ist eine niederländische Judoka. Sie war Weltmeisterschaftsdritte 2018 und 2019.

## Sportliche Karriere
Juul Franssen kämpfte bis 2014 im Leichtgewicht, der Gewichtsklasse bis 57 Kilogramm. 2005 war sie Zweite der U17-Europameisterschaften, 2006 gewann sie den Titel. 2007 belegte sie den fünften Platz bei den U20-Europameisterschaften. Im gleichen Jahr erreichte sie das Finale der niederländischen Meisterschaften in der Erwachsenenklasse und verlor gegen Dani Libosan. 2008 siegte Franssen bei den U20-Europameisterschaften. 2009 gewann sie bei den U20-Europameisterschaften Bronze. Bei den U20-Weltmeisterschaften erreichte sie das Finale und erhielt die Silbermedaille hinter der Ungarin Hedvig Karakas. Bei den Europameisterschaften 2010 erreichte Franssen das Halbfinale und belegte nach Niederlagen gegen Sabrina Filzmoser aus Österreich und Telma Monteiro aus Portugal den fünften Platz. Im gleichen Jahr gewann sie ihren ersten niederländischen Meistertitel. 2012 folgte der zweite niederländische Meistertitel und der Sieg bei den U23-Europameisterschaften, beide Male bezwang sie im Finale ihre Landsfrau Sanne Verhagen.
Ab 2015 trat Juul Franssen im Halbmittelgewicht an, der Gewichtsklasse bis 63 Kilogramm. Bei den im Rahmen der Europaspiele 2015 in Baku ausgetragenen Europameisterschaften 2015 belegte sie den fünften Platz, nach dem sie im Viertelfinale gegen die Slowenin Tina Trstenjak und im Kampf um Bronze gegen die Französin Clarisse Agbegnenou verloren hatte. Zwei Monate später bei den Weltmeisterschaften 2015 erreichte sie mit einem Sieg über die Kroatin Marijana Mišković das Halbfinale, dort unterlag sie Tina Trstenjak durch Disqualifikation. Wegen der Disqualifikation durfte sie nicht zum Kampf um Bronze antreten und belegte den fünften Platz. Im Oktober 2015 siegte sie bei den niederländischen Meisterschaften. 2016 belegte Franssen den siebten Platz bei den Europameisterschaften in Kasan. Im Oktober 2016 gewann sie in Abu Dhabi ihr erstes Grand-Slam-Turnier.
2018 bei den Weltmeisterschaften in Baku verlor Franssen im Viertelfinale gegen die Japanerin  Miku Tashiro. Mit Siegen über Kathrin Unterwurzacher aus Österreich und Martyna Trajdos aus Deutschland erkämpfte sie sich eine Bronzemedaille. Einen Monat danach siegte sie nach 2016 zum zweiten Mal beim Grand-Slam-Turnier in Abu Dhabi. 2019 wurden die Europameisterschaften im Rahmen der Europaspiele in Minsk ausgetragen. Juul Franssen schied in ihrem ersten Kampf gegen die Italienerin Maria Centracchio aus. Bei den Weltmeisterschaften in Tokio bezwang sie im Viertelfinale Martyna Trajdos und unterlag im Halbfinale Clarisse Agbegnenou. Mit einem Sieg über ihre Landsfrau Sanne Vermeer sicherte sich Juul Franssen eine Bronzemedaille. Im November 2020 unterlag Franssen im Halbfinale der Europameisterschaften in Prag Clarisse Agbegnenou, den Kampf um Bronze gewann sie gegen die Slowenin Andreja Leški. Bei den Olympischen Spielen in Tokio erreichte sie das Viertelfinale und verlor gegen Clarisse Agbegnenou. Nach einem Sieg über die Brasilianerin Ketleyn Quadros verlor Franssen den Kampf um Bronze gegen Maria Centracchio.